# Glyphipterix madagascariensis
Glyphipterix madagascariensis là một loài bướm đêm thuộc họ Glyphipterigidae. Nó được tìm thấy ở Madagascar.
Ấu trùng ăn các loài Kalanchoe.